# Os Peãs
Os Peãs é uma trilogia epopeica do poeta cearense Gerardo Mello Mourão. A trilogia é formada por O País dos Mourões (1963), Peripécias de Gerardo (1972) e Rastro de Apolo (1977). A obra é considerada um clássico da literatura lusófona, e rendeu a Gerardo uma indicação ao Prêmio Nobel de Literatura.

## Reconhecimento
Os Peães foi constantemente elogiado por diversos intelectuais, dentre eles destacam-se Ezra Pound, que alegou "em toda minha obra, o que tentei foi escrever a epopeia da América. Creio que não consegui. Quem o conseguiu foi o poeta de O país dos Mourões". Outro reconhecimento de grande relevância veio do brasileiro Carlos Drummond de Andrade, que, ao comentar a obra, afirmou: "O país dos Mourões merecia edições contínuas, em escala nacional, para que nele o Brasil se apreendesse a ferro e fogo e palavra indestrutível (...) Peripécia de Gerardo é outro épico esmagador. Leio, releio, me entusiasmo a cada momento. É um poeta que não se pode medir a palmo, e conseguiu o máximo de expressão usando recursos que nenhum outro empregou ainda em nossa língua. Declaro-me possuído de violenta admiração por esse imenso, dramático e vigoroso painel, que atestará sempre a grandeza singular e a intensidade universal de sua poesia."

## Estilo
A obra Os Peães, pode ser classificada como um experimento poético, inserido num gênero de expressão lírica. A poesia de GMM é caracterizada pelo constante diálogo com elementos do cânone ocidental vinculados à epopeia, na linha de Ezra Pound, Fernando Pessoa e Walt Whitman. Todavia a obra não pode ser classificada estritamente épica, pois não faz uso da forma normativa das epopeias clássicas. Daí surge o caráter fundamentalmente moderno da poesia de Mourão.